# Triwarno (Banyu Urip)
Triwarno is een bestuurslaag in het regentschap Purworejo van de provincie Midden-Java, Indonesië. Triwarno telt 1198 inwoners (volkstelling 2010).